# مقاطعة بوجانان (ميزوري)
مقاطعة بوجانان (بالإنجليزية: Buchanan County)‏ هي إحدى المقاطعات في ولاية ميزوري في الولايات المتحدة الأمريكية.